# Didymocarpus gageanus
Didymocarpus gageanus är en tvåhjärtbladig växtart som beskrevs av William Wright Smith. Didymocarpus gageanus ingår i släktet Didymocarpus och familjen Gesneriaceae. Inga underarter finns listade i Catalogue of Life.